# 蔣碧微

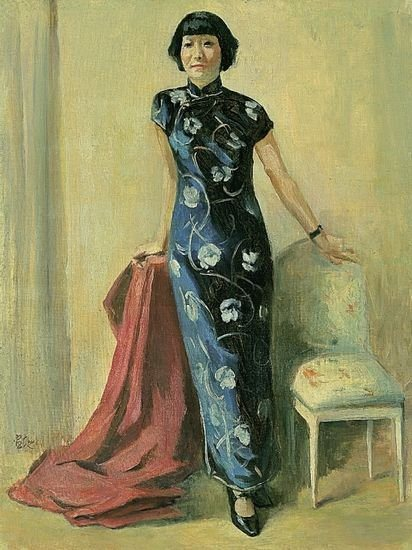
徐悲鸿为蔣碧微所作油画像

蔣碧微（1899年4月9日—1978年12月16日），原名棠珍，字书楣，女，江苏宜兴人。中华民国作家。

## 生平

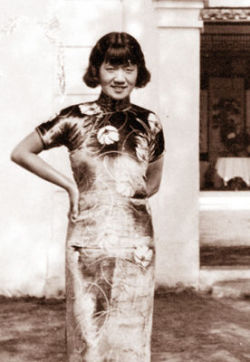
蔣碧微

蔣碧微家是宜兴的大族。清朝光绪十六年（1890年），蔣碧微的父亲蒋梅笙和名门之女戴清波结婚，二人十分恩爱，常吹箫弄笛、唱和诗词。光绪二十五年二月二十九日（1899年4月9日），蔣碧微出生，恰巧蔣碧微家东书房的一株海棠盛开，祖父乃为她取名“棠珍”，字“书楣”。
在宜兴的家里，蔣碧微第一次见到了同乡徐悲鸿。蔣碧微18岁时，从宜兴来到上海。徐悲鸿在朱了洲（上海务本女校体育教员、宜兴人）的引见下第一次来上海蔣家拜访蒋梅笙。当时，徐悲鸿引起了蔣碧微的钦佩和同情。后来徐悲鸿的太太在家乡病逝，留下一个儿子，由祖母养育，7岁时因天花而夭折。那时，蔣碧微的姐姐已嫁到程家，蔣碧微也已和查家订婚。
1917年，徐悲鸿托朱了洲向蔣碧微提出，自己准备到法国，想带蔣碧微一起去。蔣碧微因为对徐悲鸿有好感，且已经得知未婚夫的作弊丑闻，想逃避和查家的婚约，所以瞒着家人同意了。徐悲鸿随后便私下为她取名“碧微”，又刻了一对水晶戒指，一只刻“悲鸿”，一只刻“碧微”。徐悲鸿将刻有“碧微”的戒指天天戴在手上，有人问他何意，他便得意地回答：“这是我未来太太的名字。”由于正值第一次世界大战，上海赴法国的航线不通，徐悲鸿遂决定先到日本。1917年5月14日，徐悲鸿、蔣碧微乘日本船“博爱丸”从上海赴长崎。在日本期间，蔣碧微每天临摹《郑文公碑》。同年11月，由于盘缠不足，二人又从东京回到上海。此后，徐悲鸿拜见康有为，在康有为的建议下，同年12月，徐悲鸿、蔣碧微从上海到北京。徐悲鸿持康有为的介绍信找到北京政府教育总长傅增湘，傅增湘同意只要第一次世界大战停战开航，他马上派徐悲鸿作为官费生留学法国。1918年11月，第一次世界大战结束，经傅增湘帮助，徐悲鸿以官费生资格到法国巴黎，进入国立巴黎高等美术学校学习，蔣碧微随行。
在法国期间，蔣碧微结识了张道藩、孫佩蒼、谢寿康、常玉、郭有守、邵洵美、江小鹣等人。1922年，蒋碧微、张道藩在德国柏林第一次见面。徐悲鸿、蒋碧微回访张道藩时，仅为第二次见面，张道藩已对蒋碧微动情。在巴黎时，徐悲鸿、张道藩、谢寿康、刘纪文、邵洵美等留学生结成“天狗会”，互相称兄道弟，徐悲鸿排第二，张道藩排第三。1926年，张道藩在意大利翡冷翠致信蒋碧微，含蓄表达爱意，被蒋碧微拒绝。随后，张道藩刚在巴黎和法国姑娘素珊订婚。
依靠徐悲鸿的留学官费，徐悲鸿和蔣碧微在欧洲度过六年。1925年，由于中国国内政局动荡，留学生官费停发，徐悲鸿和蔣碧微在巴黎进退维谷。徐悲鸿决定回国筹款，若成功则再回法国继续学习。1927年10月，蔣碧微回到中国。1927年12月26日，徐悲鸿和蔣碧微的长子徐伯阳出生。
1928年2月，国立中央大学聘徐悲鸿为艺术系教授，徐悲鸿因家住上海，故每月只能一半时间在南京任教，另一半时间住在上海，自此徐悲鸿有了固定收入。徐悲鸿和蔣碧微在上海定居后，田汉常来找徐悲鸿商议筹组南国社，徐悲鸿乃将画具全部搬到南国社，自此徐悲鸿变为半个月在南京，半个月在南国社。除了徐悲鸿回家睡觉，蔣碧微整天看不见徐悲鸿。
1928年7月，老友黄孟圭任福建省教育厅厅长，来信邀徐悲鸿和蔣碧微到福州小游，并请徐悲鸿画几张大幅油画。徐悲鸿和蔣碧微带着儿子徐伯阳以及一个女佣乘船从上海到福州。1928年9月间，他们回到上海，徐悲鸿接到国立北平大学艺术学院请徐悲鸿任院长的聘书，徐悲鸿遂将家眷留在上海，自己只身赴北平。仅任职三个月，因学校发生风潮，徐悲鸿便辞职回上海。
1930年，徐悲鸿在中大恋上18岁的学生孙韵君（后来徐悲鸿为她改名“多慈”，与“悲鸿”呼应），写信告知蔣碧微，要蔣碧微赶紧来南京。蔣碧微来到南京居住后，徐悲鸿向蔣碧微进行了解释。自此，徐悲鸿便很少在家。1932年底，李石曾发起将中国近代名家绘画送往欧洲巡展。1933年1月22日，徐悲鸿、蔣碧微等一行四人从上海乘法国轮船“博多士号”启程，同年2月底到达巴黎。同年5月，展览会在巴黎举行，这是首次将中国现代美术介绍到法国。展览会开完，徐悲鸿、蔣碧微匆匆前往英国伦敦，这是因为徐悲鸿要到伦敦临摹西班牙画家佛拉斯盖司的《维纳斯与镜》。随后，徐悲鸿到意大利米兰举办展览，又应孙佩苍之托到德国法兰克福博物馆临摹荷兰画家伦勃朗的《参孙与大莉拉》，从德国柏林重回意大利后，又应邀赴苏联莫斯科博物馆举办展览。1933年6月底，应邀赴苏联列宁格勒举办展览。蔣碧微全程跟随徐悲鸿。1934年8月，徐悲鸿、蔣碧微结束了为期20个月的第二次欧洲之旅，返抵中国南京。
徐悲鸿、蔣碧微的感情裂痕日益明显。徐悲鸿有家不回，抗战开始后，徐悲鸿将蒋碧微和两个孩子扔在战争区，自己护送孙多慈一家到广西省避难， 蒋碧微不得已向张道藩求助。1938年，徐悲鸿在广西桂林的报纸上刊登启事，声明和蒋碧微脱离关系。但徐悲鸿跟孙多慈的八年恋爱，由于孙多慈的父亲坚决反对，最终无果而终。和孙多慈分手后，徐悲鸿多次向蒋碧微示好希望复合，蔣碧微拒绝。当时蔣碧微已成为张道藩的情人。1937年，蔣碧微和张道藩虽在南京见面频繁，但仍相互写信，传情达意。后来从南京至重庆，再至台湾，蒋碧微和张道藩互写情书数十万字。
抗日战争前离开南京赴四川前，蒋碧微起初想去国立四川大学任职。当时，国立四川大学校长张颐与蒋碧微认识 的原“天狗会”成员、四川省教育厅厅长郭有守是好友，张颐的夫人李琦也是蒋碧微在巴黎时的老友。蒋碧微写信托郭有守在国立四川大学为她谋教职，但因各种原因而未能如愿。此后，蒋碧微留在重庆。在重庆的八年里，蒋碧微在复旦大学教法文，并且在国立编译馆、教科用书编辑委员会兼职，后来她改任四川教育学院教授兼图书馆主任。直到抗日战争胜利，蒋碧微才回到南京。
1945年12月1日，徐悲鸿、蔣碧微在重庆沙坪坝中大教授宿舍签字离婚。1949年，蒋碧微留下与徐悲鸿的一子一女，和张道藩赴台湾，在台湾同居十年。1950年代初，张道藩的太太素珊携女儿赴澳大利亚。1958年，在素珊的干涉下，蒋碧微和张道藩最终分开，此后蒋碧微独居20年。在台北，她曾当过大学教师。1964年10月，《我与悲鸿》、《我与道藩》在台湾《皇冠》杂志首次连载，1966年11月由皇杂志社作为《蒋碧微回忆录》出版。
1978年12月16日，蒋碧微在台北逝世，享年79岁。

## 家庭
- 前夫：徐悲鸿
  - 子：徐伯阳
  - 女：徐静斐（原名徐丽丽）[4]
- 情人：张道藩